# 中枢神経限局性血管炎
中枢神経限局性血管炎（ちゅうすうしんけいげんきょくせいけっかんえん、英語: primary angiitis of the central nervous system、PACNS）は、脳の血管のみに限局して炎症が起こる原因不明の疾患で、血管炎のひとつ。自己免疫疾患、膠原病類縁疾患に分類される。中-小動脈を傷害する血管炎である。診断は容易ではなく、その実態はいまだ謎の部分が多い。

## 定義
CalabreseとMalekによる1988年の定義は以下のようである。
- 十分な診断的検査を行っても説明不能な神経学的欠損
- 中枢神経系に血管炎を強く示唆する血管造影所見と/または中枢神経系にて確認された血管炎の病理学的根拠がある
- 中枢神経系の炎症と血管造影所見を類似するその他すべての疾患を除外できる

## 疫学
正確な統計情報はないが、これまで考えられていたよりは頻度は高いと考えられている。

## 除外診断
診断を確定する検査はないので厳重な除外診断が必要である。除外すべき疾患は以下である。
- 全身性血管炎
結節性多発動脈炎、好酸球性多発血管炎性肉芽腫症、過敏性血管炎、多発血管炎性肉芽腫症、巨細胞性動脈炎、高安動脈炎
- ベーチェット病
- 感染症
ヒト免疫不全ウイルス、C型肝炎ウイルス、水痘帯状疱疹ウイルス
細菌、真菌、リケッチア、スピロヘータ
- 腫瘍
癌性髄膜炎、神経膠腫、悪性血管内皮腫
- 薬剤性
アンフェタミン、エフェドリン、フェニルプロパノールアミン、コカイン、エルゴタミン
- 血管痙攣性疾患
子癇、くも膜下出血、片頭痛
- その他の血管障害、類似疾患
もやもや病、血栓性血小板減少性紫斑病、神経線維腫症、脳梗塞、サルコイドーシス、抗リン脂質抗体症候群など

## 亜型

### 中枢神経系の肉芽腫性血管炎
中枢神経系の肉芽腫性血管炎 (Granulomatous angiitis of the central nervous system: GACNS) は、PACNSの20%を占めると考えられている。軟膜と大脳皮質に壊死性肉芽腫性血管炎を見る。

### 中枢神経系の良性血管障害
中枢神経系の良性血管障害 (Benign angiopathy of the central nervous system: BACNS) は、治療反応性が良好で、GACNSとくらべ比較的良性である。

### その他
50%以上のPACNSは、GACNSでもBACNSでもない。

## 診断
確定診断は大脳皮質の生検であるが、患者が生きている間は困難である。腰椎穿刺、MRI、MRA、脳血管造影と、除外診断の結果から、どうしても必要である際に脳生検を検討することになる。

## 治療
ステロイドとシクロフォスファミドを併用する。